# Sadahiro Takahashi
Sadahiro Takahashi (født 7. oktober 1959) er en tidligere japansk fodboldspiller. Han var en del af den japanske trup ved FIFA World Youth Championship 1979.